# Alice Dreossi
Alice Dreossi (Cervignano del Friuli, 13 maggio 1882 – Udine, 18 agosto 1967) è stata una pittrice, acquafortista e litografa italiana.
Si è diplomata all'Accademia di belle arti di Venezia nel 1902 allieva di Guglielmo Ciardi e di Tito Amodei durante i suoi studi conosce la pittrice sua contemporanea Emma Ciardi.
Si unisce alla colonia pittorica di Dachau nel 1919 a Monaco di Baviera che frequenta per alcuni anni, nel 1915 allo scoppio della prima guerra mondiale si trasferisce a Genova dove frequenta lo studio di Cesare Maggi celebre pittore paesaggistico da cui subisce grande influenza e che continuerà a frequentare fino al 1922.
Nel 1924 esordisce alla Biennale di Venezia esperienza che ripeterà anche nel 1926 e nel 1935.
Pur continuando ad abitare a Venezia, non manca di ritornare al natio Friuli dove partecipa anche a varie esposizioni ad Udine dove decide si trasferirsi nel 1950.